# Eusparassus levantinus
Eusparassus levantinus är en spindelart som beskrevs av Urones 2006. Eusparassus levantinus ingår i släktet Eusparassus och familjen jättekrabbspindlar.
Artens utbredningsområde är Spanien. Inga underarter finns listade i Catalogue of Life.